# Memotech RS128
O Memotech RS128 foi um computador doméstico britânico de 8 bits, sucessor do Memotech MTX512, com o qual era externa e internamente muito parecido. A principal diferença, além da memória RAM (o dobro do MTX), era a existência de uma porta RS232 embutida. Essa porta servia basicamente para a conexão de um drive FDX, que transferia dados para a memória do computador a 9600 bps. O kit de expansão FDX possuía ainda um cartão de 80 colunas, que permitia ao RS128 executar o SO CP/M.
Vendido por £ 399 em sua configuração básica, o RS128 foi considerado um sério concorrente dos BBC B, Advance 86 e Sinclair QL. Possuía ainda características (como os chips de som e gráficos) que lembravam as do MSX, e, com o acréscimo do kit FDX, tinha acesso a toda a ampla biblioteca de software do sistema operacional CP/M. Todavia, mesmo todos esses atrativos foram insuficientes para consolidar a máquina em sua faixa de mercado.

## Características
- Memória:
  - ROM: 24 KiB
  - RAM: 128 KiB – 512 KiB
  - VRAM: 16 KiB
- Teclado: mecânico, 79 teclas, com teclado numérico reduzido e oito teclas de função
- Display: coprocessador TMS9918A, 9928 ou 9929; 16 cores, 32 sprites
  - 32 x 24 (texto)
  - 40 x 24 (texto)
  - 80 x 24 (texto), com placa de expansão FDX
  - quatro modos gráficos (máximo: 256 x 192 pixels, com 32 sprites)
- Som: coprocessador SN76489A, três vozes, seis oitavas, "ruído branco"
- Expansão:
  - 1 slot para cartucho
- Portas:
  - 2 conectores para joystick
  - 1 porta Centronics
  - 1 porta RS232
  - 1 saída para monitor de vídeo RGB
  - 1 saída para televisor (modulador RF), UHF
  - 1 saída de áudio (Hi-Fi)
  - Interface de cassete
- Armazenamento:
  - Fita magnética em 2400 bauds
  - Drive de 5" 1/4 opcional